# Lista de deputados estaduais do Rio Grande do Norte da 46.ª legislatura
Essa é uma lista de deputados estaduais do Rio Grande do Norte eleitos para o período 1955-1959. 34 deputados.

## Composição das bancadas
| Partido | Líder                   | Bancada | Posição  |
| ------- | ----------------------- | ------- | -------- |
| UDN     | Djalma Maranhão         | 15 / 34 | Governo  |
| PSD     | José Lúcio Ribeiro      | 13 / 34 | Governo  |
| PSP     | Jocelyn Villar de Melo  | 3 / 34  | Governo  |
| PTB     | Clóvis Motta            | 2 / 34  | Oposição |
| PR      | Manoel Avelino Sobrinho | 1 / 34  | Oposição |

## Deputados estaduais
| Número | Deputados estaduais eleitos         | Partido | Votação | Percentual | Cidade onde nasceu    | Unidade federativa  |
| 41494  | Jessé Freire                        | PSD     | 3.692   | 1,25%      | Macaíba               | Rio Grande do Norte |
| 46430  | Jocelyn Vilar                       | PSP     | 3.523   | 1,20%      | Natal                 | Rio Grande do Norte |
| 41496  | José Lúcio Ribeiro                  | PSD     | 3.419   | 1,16%      | Mataraca              | Rio Grande do Norte |
| 41132  | Israel Ferreira Nunes               | PSD     | 3.341   | 1,13%      | Mossoró               | Rio Grande do Norte |
| 41681  | Francisco de Assis Bittencourt      | PSD     | 3.256   | 1,11%      | Monte Alegre          | Rio Grande do Norte |
| 22613  | Múcio Ribeiro Dantas                | UDN     | 3.239   | 1,10%      | Natal                 | Rio Grande do Norte |
| 41986  | Joaquim Alves da Câmara             | PSD     | 3.107   | 1,05%      | Caraúbas              | Rio Grande do Norte |
| 22320  | Lindalva Torquato Fernandes         | UDN     | 2.894   | 0,98%      | Tangará               | Rio Grande do Norte |
| 41216  | Manoel Torres de Araújo             | PSD     | 2.841   | 0,96%      | Timbaúba dos Batistas | Rio Grande do Norte |
| 22441  | José Cortez Pereira de Araújo       | UDN     | 2.838   | 0,96%      | Currais Novos         | Rio Grande do Norte |
| 41791  | José Vinício Dantas                 | PSD     | 2.831   | 0,96%      | Jucurutu              | Rio Grande do Norte |
| 22553  | Aristófanes Fernandes e Silva       | UDN     | 2.740   | 0,93%      | Santana do Matos      | Rio Grande do Norte |
| 41463  | Ubaldo Melo                         | PSD     | 2.675   | 0,91%      | Recife                | Rio Grande do Norte |
| 22704  | Waldemar de Sousa Veras             | UDN     | 2.674   | 0,91%      | Alexandria            | Rio Grande do Norte |
| 41439  | Túlio Augusto Fernandes de Oliveira | PSD     | 2.637   | 0,89%      | Jardim de Piranhas    | Rio Grande do Norte |
| 22287  | Djalma Maranhão                     | UDN     | 2.626   | 0,89%      | Natal                 | Rio Grande do Norte |
| 41926  | Aluísio Gonçalves Bezerra           | PSD     | 2.618   | 0,89%      | Santa Cruz            | Rio Grande do Norte |
| 41211  | Newton Pinto                        | PSD     | 2.557   | 0,87%      | Goianinha             | Rio Grande do Norte |
| 41766  | Alfredo Mesquita Filho              | PSD     | 2.544   | 0,86%      | Macaíba               | Rio Grande do Norte |
| 41979  | Manoel Veras Saldanha               | PSD     | 2.523   | 0,86%      | Campo Grande          | Rio Grande do Norte |
| 22565  | Genésio Cabral de Macedo            | UDN     | 2.419   | 0,82%      | Natal                 | Rio Grande do Norte |
| 46817  | Antônio Pereira de Macedo           | PSP     | 2.416   | 0,82%      | Ceará-Mirim           | Rio Grande do Norte |
| 22405  | Manoel Wilson Pereira               | UDN     | 2.394   | 0,81%      | Guamaré               | Rio Grande do Norte |
| 22138  | Pedro Leite Ramalho                 | UDN     | 2.364   | 0,80%      | Ipanguaçu             | Rio Grande do Norte |
| 22212  | Stoessel de Brito                   | UDN     | 2.323   | 0,79%      | Parnamirim            | Rio Grande do Norte |
| 22960  | Manoel de Medeiros Brito            | UDN     | 2.309   | 0,78%      | Jardim do Seridó      | Rio Grande do Norte |
| 22621  | Ney Aranha Marinho                  | UDN     | 2.253   | 0,76%      | Nova Cruz             | Rio Grande do Norte |
| 14379  | Ramiro Pereira                      | PTB     | 2.238   | 0,76%      | Lajes                 | Rio Grande do Norte |
| 22651  | Hélio Dantas                        | UDN     | 2.060   | 0,70%      | Aracaju               | Sergipe             |
| 46523  | João Frederico Abbott Galvão        | PSP     | 2.057   | 0,70%      | Natal                 | Rio Grande do Norte |
| 22777  | Gilberto da Fonseca Tinoco          | UDN     | 2.044   | 0,69%      | Parelhas              | Rio Grande do Norte |
| 22855  | Miguel Rocha Sobrinho               | UDN     | 1.979   | 0,67%      | Lagoa Nova            | Rio Grande do Norte |
| 14183  | Clóvis Motta                        | PTB     | 1.965   | 0,67%      | Campina Grande        | Paraíba             |
| 20585  | Manoel Avelino Sobrinho             | PR      | 1.851   | 0,63%      | Areia Branca          | Rio Grande do Norte |